# Lay-Saint-Christophe
Lay-Saint-Christophe és un municipi francès situat al departament de Meurthe i Mosel·la i a la regió del Gran Est. L'any 2007 tenia 2.617 habitants.

## Demografia

### Població
El 2007 la població de fet de Lay-Saint-Christophe era de 2.617 persones. Hi havia 924 famílies, de les quals 194 eren unipersonals (63 homes vivint sols i 131 dones vivint soles), 316 parelles sense fills, 356 parelles amb fills i 58 famílies monoparentals amb fills.
La població ha evolucionat segons el següent gràfic:
Habitants censats

### Habitatges
El 2007 hi havia 1.000 habitatges, 931 eren l'habitatge principal de la família, 5 eren segones residències i 64 estaven desocupats. 884 eren cases i 115 eren apartaments. Dels 931 habitatges principals, 785 estaven ocupats pels seus propietaris, 127 estaven llogats i ocupats pels llogaters i 19 estaven cedits a títol gratuït; 4 tenien una cambra, 29 en tenien dues, 79 en tenien tres, 221 en tenien quatre i 597 en tenien cinc o més. 744 habitatges disposaven pel capbaix d'una plaça de pàrquing. A 354 habitatges hi havia un automòbil i a 480 n'hi havia dos o més.

### Piràmide de població
La piràmide de població per edats i sexe el 2009 era:
| Homes | Edats   | Dones |
| ----- | ------- | ----- |
| 4     | 95 o +  | 0     |
| 16    | 90 a 94 | 28    |
| 20    | 85 a 89 | 44    |
| 8     | 80 a 84 | 20    |
| 24    | 75 a 79 | 24    |
| 60    | 70 a 74 | 40    |
| 92    | 65 a 69 | 84    |
| 76    | 60 a 64 | 104   |
| 72    | 55 a 59 | 88    |
| 96    | 50 a 54 | 80    |
| 116   | 45 a 49 | 92    |
| 64    | 40 a 44 | 68    |
| 116   | 35 a 39 | 156   |
| 80    | 30 a 34 | 68    |
| 48    | 25 a 29 | 68    |
| 64    | 20 a 24 | 40    |
| 80    | 15 a 19 | 32    |
| 104   | 10 a 14 | 100   |
| 120   | 5 a 9   | 108   |
| 52    | 0 a 4   | 56    |

## Economia
El 2007 la població en edat de treballar era de 1.595 persones, 1.110 eren actives i 485 eren inactives. De les 1.110 persones actives 1.030 estaven ocupades (526 homes i 504 dones) i 80 estaven aturades (42 homes i 38 dones). De les 485 persones inactives 145 estaven jubilades, 190 estaven estudiant i 150 estaven classificades com a «altres inactius».

### Ingressos
El 2009 a Lay-Saint-Christophe hi havia 943 unitats fiscals que integraven 2.435,5 persones, la mediana anual d'ingressos fiscals per persona era de 24.085 €.

### Activitats econòmiques
Dels 132 establiments que hi havia el 2007, 1 era d'una empresa alimentària, 3 d'empreses de fabricació de material elèctric, 4 d'empreses de fabricació d'altres productes industrials, 29 d'empreses de construcció, 26 d'empreses de comerç i reparació d'automòbils, 6 d'empreses de transport, 4 d'empreses d'hostatgeria i restauració, 2 d'empreses d'informació i comunicació, 16 d'empreses financeres, 4 d'empreses immobiliàries, 10 d'empreses de serveis, 20 d'entitats de l'administració pública i 7 d'empreses classificades com a «altres activitats de serveis».
Dels 33 establiments de servei als particulars que hi havia el 2009, 1 era una oficina de correu, 1 una oficina bancària, 2 tallers de reparació d'automòbils i de material agrícola, 2 paletes, 3 guixaires pintors, 7 fusteries, 8 lampisteries, 3 electricistes, 1 empresa de construcció, 2 perruqueries, 1 restaurant, 1 agència immobiliària i 1 saló de bellesa.
Dels 3 establiments comercials que hi havia el 2009, 1 era una botiga de menys de 120 m², 1 una fleca i 1 una perfumeria.
L'any 2000 a Lay-Saint-Christophe hi havia 6 explotacions agrícoles.

## Equipaments sanitaris i escolars
El 2009 hi havia 1 hospital de tractaments de mitja durada (seguiment i rehabilitació), 1 farmàcia i 2 ambulàncies.
El 2009 hi havia 1 escola maternal i 1 escola elemental.

## Poblacions més properes
El següent diagrama mostra les poblacions més properes.